# Guilherme (ur. 1974)
Guilherme de Cássio Alves (ur. 8 maja 1974 w Marílii) – brazylijski piłkarz występujący podczas kariery na pozycji napastnika.

## Kariera klubowa
Guilherme rozpoczął piłkarską karierę w drugoligowej Marília AC w 1993 roku. Dobra gra zaowocowała transferem do najlepszego wówczas klubu w Brazylii - São Paulo FC. Z São Paulo FC zdobył Copa Libertadores 1993 oraz Puchar Interkontynentalny1993. W 1994 przeszedł do hiszpańskiego Rayo Vallecano. W klubie z Madrytu grał przez 3 lata, będąc najlepszym strzelcem drużyny.
Po spadku Rayo do Segunda División Guilherme wrócił do Brazylii do Grêmio Porto Alegre. W 1998 roku pomógł klubowi CR Vasco da Gama zdobyć tytuł najlepszego klubu Ameryki Południowej, jaki przysługiwał zwycięzcy turnieju Copa Libertadores 1998.
W latach 1999–2002 grał w Clube Atlético Mineiro. Z klubem z Belo Horizonte zdobył mistrzostwo stanu Minas Gerais – Campeonato Mineiro w 2001 roku. W 1999 roku Guilherme został królem strzelców ligi brazylijskiej. W 2002 roku przeszedł do Corinthians Paulista, by po roku przejść do saudyjskiego Ittihad FC.
W 2004 powrócił do Belo Horizonte, tym razem do Cruzeiro EC. Z klubem z Belo Horizonte zdobył mistrzostwo stanu Minas Gerais – Campeonato Mineiro w 2004 roku. W latach 2005–2006 Guilherme grał w Botafogo FR, z którego przeszedł do Marília AC, w którym zakończył karierę w 2006 roku.

## Kariera reprezentacyjna
Guilherme ma za sobą występy w reprezentacji Brazylii, w której zadebiutował 28 czerwca 2000 w zremisowanym 1–1 meczu z reprezentacją Urugwaju w eliminacjach Mistrzostwa Świata 2002.
W następnym roku został powołany do kadry na Copa América 2001. Na turnieju w Kolumbii Guilherme zagrał we wszystkich czterech meczach z: Meksykiem, Peru(bramka), Paragwajem oraz 23 lipca 2001 z przegranym 0–2 meczu ćwierćfinałowym z Hondurasem, który był jego ostatnim meczem w reprezentacji. 
Bilans Guilherme w reprezentacji to sześć meczów i jedna bramka.